# Клепіково
Клепі́ково (рос. Клепиково) — присілок у складі Великоустюзького району Вологодської області, Росія. Входить до складу Красавинського сільського поселення.

## Населення
Населення — 22 особи (2010; 29 у 2002).
Національний склад (станом на 2002 рік):
- росіяни — 100 %